# Aeropuerto Grán Parapetí Camiri
El Aeropuerto Grán Parapetí Camiri es una instalación aeroportuaria situada en la ciudad de Camiri, en el sureste de Bolivia.

## Historia
El Aeropuerto Grán Parapetí Camiri empezó como una pequeña pista de aterrizaje en el aquel entonces campo "La Bomba", en 1927, los primeros en utilizarla fueron las pequeñas avionetas del LAB Aero Boliviano, luego Y.P.F.B. consiguió una flotilla de 3 Aviones que la utilizaban con frecuencia, luego de muchos años, cuando Camiri se convirtió en ciudad, se le agregó una terminal y fue desde entonces aeropuerto.

## Datos
Está situado en la zona norte de la ciudad de Camiri, la longitud de la pista es de 3.500 m.
Tiene la capacidad de operar aviones de tamaño mediano.

## Aerolíneas y destinos

### Vuelos nacionales
- Aerocón
  - Trinidad/ Aeropuerto Teniente Jorge Henrich Arauz (estacional)
  - Santa Cruz de la Sierra/ Aeropuerto El Trompillo (estacional)
- AeroSur
  - Santa Cruz de la Sierra/ Aeropuerto El Trompillo
- Lloyd Aéreo Boliviano
  - Santa Cruz de la Sierra/Aeropuerto El Trompillo
  - Sucre/Aeropuerto Juana Azurduy de Padilla
- Transporte Aéreo Militar
  - Santa Cruz de la Sierra/ Aeropuerto El Trompillo
  - Sucre/Aeropuerto Juana Azurduy de Padilla